# Thecla selina
Thecla selina är en fjärilsart som beskrevs av William Chapman Hewitson 1869. Thecla selina ingår i släktet Thecla och familjen juvelvingar. Inga underarter finns listade i Catalogue of Life.